# Seznam spartských králů
Sparta byla významnou řeckou polis na Peloponéském poloostrově. Obci vládli současně dva králové, jeden z rodu Ágidovců a druhý z rodu Eurypóntovců. Přestože jsou zde uvedeni králové od 10. století př. n. l., většina údajů před 7./6. stoletím př. n. l. je spíše mytického charakteru. Všechna data jsou uvedena před naším letopočtem.

## Mytičtí králové
| Panovník                               | Přibližné období vlády | Přibližné období vlády | Přibližné období vlády |
| -------------------------------------- | ---------------------- | ---------------------- | ---------------------- |
| Lelex                                  | 15. století př. n. l.  | 15. století př. n. l.  | 15. století př. n. l.  |
| Myles                                  | 15. století př. n. l.  | 15. století př. n. l.  | 15. století př. n. l.  |
| Eurótás                                | 15. století př. n. l.  | 15. století př. n. l.  | 15. století př. n. l.  |
| Lakedaimón                             | 14. století př. n. l.  | 14. století př. n. l.  | 14. století př. n. l.  |
| Amyklas                                | 14. století př. n. l.  | 14. století př. n. l.  | 14. století př. n. l.  |
| Argalos                                | 14. století př. n. l.  | 14. století př. n. l.  | 14. století př. n. l.  |
| Kynortas                               | 13. století př. n. l.  | 13. století př. n. l.  | 13. století př. n. l.  |
| Periérés                               | 13. století př. n. l.  | 13. století př. n. l.  | 13. století př. n. l.  |
| Oibalos                                | 13. století př. n. l.  | 13. století př. n. l.  | 13. století př. n. l.  |
| Tyndareós (první funkční období vlády) | 13. století př. n. l.  | 13. století př. n. l.  | 13. století př. n. l.  |
| Hippokoón                              | 13. století př. n. l.  | 13. století př. n. l.  | 13. století př. n. l.  |
| Tyndareós (druhé funkční období vlády) | 13. století př. n. l.  | 13. století př. n. l.  | 13. století př. n. l.  |
| Meneláos                               | 12. století př. n. l.  | 12. století př. n. l.  | 12. století př. n. l.  |
| Orestés                                | 12. století př. n. l.  | 12. století př. n. l.  | 12. století př. n. l.  |
| Tisamenos                              | 12. století př. n. l.  | 12. století př. n. l.  | 12. století př. n. l.  |

## Agiovci
- ? – cca 930 Eurysthenes
- cca 930 – cca 900 Agis I.
- cca 900 – cca 870 Echestratos
- cca 870 – cca 840 Leóbótes
- cca 840 – cca 820 Doryssos
- cca 820 – cca 790 Agésilaos I.
- cca 790 – cca 760 Archeláos
- cca 760 – cca 740 Téleklos
- cca 740 – cca 700 Alkamenes
- cca 700 – cca 665 Polydoros
- cca 665 – cca 640 Eurykrates
- cca 640 – cca 615 Anaxandros
- cca 615 – cca 590 Eurykratidés
- cca 590–560 Leon
- cca 560 – cca 520 Anaxandridas II.
- cca 520 – cca 490 Kleomenés I.
- cca 490–480 Leónidás I.
- 480 – cca 459 Pleistarchos
- cca 459–409 Pleistoanax
- 409–395 Pausaniás
- 395–380 Agésipolis I.
- 380–371 Kleombrotos I.
- 371–370 Agésipolis II.
- 370–309 Kleomenes II.
- 309–265 Areus I.
- 265–262 Akrotatos
- 262–254 Areus II.
- 254–235 Leónidas II.
- 235–222 Kleomenés III.

## Eurypóntovci
- cca 930 Prokles
- ? – cca 890 Soos
- cca 890 – cca 860 Eurypón
- cca 860 – cca 830 Prytanis
- cca 830 – cca 800 Polydektés
- cca 800 – cca 780 Eunomos
- cca 780 – cca 750 Charilaos
- cca 750 – cca 720 Nikandros
- cca 720 – cca 675 Theopompos
- cca 675 – cca 665 Anaxandridas I.
- cca 665 – cca 645 Archidamos I.
- cca 645 – cca 625 Anaxidamos
- cca 625 – cca 600 Leótychidas I.
- cca 600 – cca 575 Hippokratidas
- cca 575 – cca 550 Agasikles
- cca 550 – cca 515 Aristón
- cca 515 – cca 491 Démaratos
- cca 491–469 Leótychidas II.
- 469–427 Archidamos II.
- 427–399 Agis II.
- 399–360 Agésilaos II.
- 360–338 Archidamos III.
- 338–331 Agis III.
- 331 – cca 305 Eudamidas I.
- cca 305 – cca 275 Archidamos IV.
- cca 275 – cca 245 Eudamidas II.
- cca 245–241 Agis IV.
- 241–228 Eudamidas III.
- 228–227 Archidamos V.
- 227–221 Eukleidas (ve skutečnosti Ágidovec)

## Po bitvě u Sellasie
Poté, co byl Kleomenés III. v roce 222 př. n. l. poražen makedonským králem Antigonem III. Dósónem a achajským spolkem v bitvě u Sellasie, začal spartský královský systém upadat. Mezi lety 221 př. n. l. až 219 př. n. l. byla Sparta republikou.
- 219–215 Agésipolis III. (Ágidovec)
- 219–210 Lykourgos (Eurypóntovec)
- 210–207 Machanidas (tyran)
- 210–206 Pelops (Eurypóntovec)
- 206–192 Nabis (uzurpátor)

Roku 192 př. n. l. Spartu anektoval achajský spolek.